# Eugeroiki
Eugeroiki – grupa leków promujących czuwanie. Termin ten był interpretowany niejednoznacznie i na wiele sposobów w literaturze naukowej. Po raz pierwszy wprowadzono go do literatury francuskiej w 1987 roku jako określenie na rodzaj leków promujących czuwanie podobnych do modafinilu, aby wyodrębnić tę grupę na tle środków psychostymulujących. Jednakże termin ten nie został przyjęty powszechnie w literaturze, ponieważ zamiast niego stosowano określenie środek promujący czuwanie (zarówno w klasyfikacji modafinilu jak i innych środków).
Eugeroiki podobne do modafinilu obejmują między innymi sam modafinil, armodafinil oraz adrafinil. Są one wskazane w terapii niektórych zaburzeń snu, w tym nadmiernej senności w ciągu dnia, narkolepsji lub obturacyjnego bezdechu sennego. Eugeroiki są również często przepisywane w leczeniu nadmiernej senności w ciągu dnia w idiopatycznej hipersomnii (co nie jest zatwierdzone medycznie). W przeciwieństwie do klasycznych psychostymulantów, takich jak amfetamina czy metylofenidat, które także są stosowane w leczeniu powyższych zaburzeń, eugeroiki zazwyczaj nie wywołują euforii, a w związku z tym mają mniejszy potencjał uzależniający.
Uważa się, że modafinil i armodafinil działają jako selektywne, słabe i nietypowe inhibitory wychwytu zwrotnego dopaminy. Możliwe są jednak ich dodatkowe działania, których nie wykluczono. Adrafinil jest prolekiem modafinilu i w związku z tym ma ten sam mechanizm działania.

## Nowe eugeroiki
Przedsiębiorstwo farmaceutyczne Cephalon podjęło inicjatywę w celu opracowania następcy prototypów eugeroików. Spośród ponad dwudziestu związków przetestowanych przedklinicznie w trzyczęściowej serii, fluorenol został wybrany jako wiodący. Stwierdzono, że fluorenol promuje czuwanie w większym stopniu niż modafinil, mimo posiadania mniejszego powinowactwa do transportera dopaminy. Później opracowano również wiele innych analogów modafinilu, jednak niekoniecznie w celu wynalezienia leku promującego czuwanie, a do leczenia schorzeń, takich jak zaburzenia związane ze stosowaniem psychostymulantów oraz zaburzenia związane z obniżoną motywacją. 